# Крамер, Михил
Михил Крамер (нидерл. Michiel Kramer; родился 3 декабря 1988, Роттердам, Нидерланды) — нидерландский футболист, нападающий клуба «Валвейк».

## Клубная карьера
Крамер — воспитанник клубов «КсерксесДЗБ», «Эксельсиор» и НАК Бреда. В начале 2007 года Михил был включён в заявку команды на сезон. 30 ноября 2008 года в матче против роттердамской «Спарты» он дебютировал в Эредивизи в составе последнего. В 2009 году в поисках игровой практики Крамер перешёл в «Волендам». 7 августа в матче против «Ден Босх» он дебютировал в Эрстедивизи. 4 декабря в поединке против «Эммена» Михил сделал хет-трик, забив свои первые голы за «Волендам». В 2013 году он с 22 голами занял второе место в списке бомбардиров и помог команде также финишировать второй.
Летом того же года на правах свободного агента Крамер перешёл в АДО Ден Хааг. 3 августа в матче против ПСВ он дебютировал за новый клуб. 18 августа в поединке против своего бывшего клуба НАК Бреда Михил забил гол. В своём втором сезоне Крамер стал лучшим бомбардиром команды и одним из лучших чемпионата.
Летом 2015 года Михил перешёл в «Фейеноорд». Сумма трансфера составила 1,5 млн евро. 16 августа в матче против «Камбюра» он дебютировал за новый клуб. В этом же поединке Крамер забил свой первый гол за «Фейеноорд». В своём дебютном сезоне Михил помог команды завоевать Кубок Нидерландов. В 2017 году он помог «Фейеноорду» впервые за 18 лет выиграть чемпионат. В начале 2018 года Крамер перешёл в роттердамскую «Спарту». 18 февраля в матче против «Твенте» он дебютировал за новую команду. В поединке против своего бывшего клуба АДО Ден Хааг Михил забил свой первый гол за «Спарту». 14 апреля в матче с «Витессом» получил прямую красную карточку за удар ногой в лицо Александера Бюттнера. За данный инцидент Крамер получил дисквалификацию на семь матчей. В июле 2019 года вернулся в свой бывший клуб АДО Ден Хааг.
20 июля 2021 года подписал двухлетний контракт с клубом «Валвейк».

## Достижения
Командные
«Фейеноорд»
- Чемпионат Нидерландов по футболу — 2016/17
- Обладатель Кубка Нидерландов — 2015/16
- Обладатель Суперкубка Нидерландов — 2017